# Domaine de la Garde
Le domaine de La Garde est situé sur la commune de Bourg-en-Bresse, en France.

## Situation
Le château est situé dans le département de l'Ain sur la commune de Bourg-en-Bresse, en région Auvergne-Rhône-Alpes. Le parc est situé principalement sur la commune de Bourg-en-Bresse mais une petite portion est située sur la commune limitrophe de Montagnat.

## Description
Le « château » de La Garde est une villa de style néo palladien construite entre 1870 et 1875. Ses dépendances comportaient entre autres des écuries et des remises. Le batiment des écuries a été réaménagé au XXIe siècle pour pouvoir accueillir des activités culturelles et artistiques. Le parc de 14 hectares compte de nombreuses espèces d'arbres du monde entier plantés par les propriétaires successifs.

## Histoire
L'origine de La Garde pourrait remonter assez haut dans le Moyen Âge. Sa position proche de la Reyssouze qui formait, dès avant le XIe siècle, la limite de la paroisse de Brou dans cet endroit, confirmerait ce que le nom de La Garde laisse entendre : une position de défense avancée. C'était probablement un édifice assez modeste, de bois ou de brique, protégé par une forte palissade de pieux, de forme circulaire, accompagnée de fossés, comme l'étaient les poypes de la région.
Par la suite, La Garde perdit son intérêt militaire et devint un gros domaine agricole, mais avec rang de fief, comme en témoigne l'hommage rendu par les frères Guyot au comte de Savoie en 1323. Mais en 1414, Amédée VIII contraint les seigneurs de la châtellenie « qui ne possèdent pas de maison forte capable de résister aux ennemis » à envoyer leurs hommes à participer à la défense de la ville de Bourg, or, parmi eux figurent les hommes de Pierre Guyot.
Toutefois des zones d'ombre persistent car il se trouve que les Guyot étaient seigneurs à la fois de La Garde à Bourg et de la Garde à Tossiat, petite maison forte placée à l'angle nord-est des remparts de la ville. D'autre part La Garde et Bouvent ont eu parfois des propriétaires communs et La Garde apparaît alors comme un domaine dépendant de Bouvent.
Aux XVIIe et XVIIIe siècles, La Garde eut pour propriétaires les Bachet, dont l'un Claude-Gaspard, écuyer, seigneur de La Garde, Becerel et Mézériat, figure parmi les premiers membres de l'Académie française lors de sa création en 1635.
À la veille de la Révolution (1784), La Garde est un domaine important. On y voit des vaches, des bœufs, des moutons, des porcs et des poules logés dans des dépendances à pans de bois, à la manière des fermes bressanes.
Saisie sous la Révolution, puis restituée La Garde est vendue par les Bachet en 1816 à Sabine Mantellier; le domaine consiste alors en un bâtiment de maître, et un bâtiment d'habitation et d'exploitation pour le granger. Au décès de Sabine (1824) La Garde passe à sa sœur Claudine épouse de Claude Chossat de Montburon, dont la famille reste propriétaire jusqu'en 1939. L'un d'eux, Adrien-Gaëtan, reconstruit le « château » sur un nouvel emplacement entre 1870 et 1875.
Le domaine est depuis 2014 la propriété de M. et Mme Friedrich et Margareta von Kirchbach qui l'ouvrent largement au public et en font un haut lieu de culture.